# Carlo Petrone
Carlo Petrone (Salerno, 11 agosto 1899 – 21 novembre 1961) è stato un politico italiano, esponente della Democrazia Cristiana; nel dopoguerra fu membro della Consulta nazionale, poi nel 1948 venne eletto nella I legislatura della Repubblica Italiana alla Camera dei Deputati, dove rimase in carica fino al 1953.

## Biografia
Attivista politico cattolico, al termine della seconda guerra mondiale, venne eletto nella direzione centrale della Democrazia Cristiana al primo congresso tenutosi a Roma nel 1946. Venne incaricato dalla direzione di costituire un centro studi per lo sviluppo dell'economia meridionale a seguito dell'interessamento politico generale alla questione meridionale fortemente presentatasi nell'immediato dopoguerra. Il presidente del consiglio, e segretario della Democrazia Cristiana, Alcide De Gasperi preferì in seguito affidare a Pietro Campilli l'organizzazione di una commissione specifica per il Mezzogiorno italiano.
Dopo essere stato membro della Consulta nazionale, nel 1948 venne eletto nella I legislatura della Repubblica Italiana alla Camera dei Deputati, dove rimase in carica fino al 1953
Morì all'età di 62 anni nel novembre 1961.